# Костриця Ерік Володимирович
Ерік Володимирович Костриця (нар. 18 вересня 1999) — український легкоатлет, який спеціалізується в бігу на короткі дистанції.
На національних змаганнях представляє Волинську область.
Тренується у Луцьку під керівництвом заслужених тренерів України Олени та Олега Вегнерів.

## Із життєпису
Батьки Еріка виїхали з Луцька до Португалії, коли Еріку було три роки. Спочатку заробляти гроші подався тато, за кілька років до нього приїхала дружина із малим сином. Ерік пішов у місцеву школу й почав займатися легкою атлетикою. Хороші природні дані далися взнаки, і Костриця виграв чимало титулів зі своїм спортивним клубом з міста Лейрія.
2016 року помер дідусь Еріка, й сім'я приїхала до Луцька залагодити справи. Коли ж настав час повертатися до Португалії, Ерік захотів лишитися — на батьківщині йому сподобалося більше, а умови для тренувань були нарівні з португальськими.

## Спортивні досягнення
2019 року посів 3-е місце в естафеті 4×100 метрів на Командному чемпіонаті Європи.
Чемпіон України в приміщенні з бігу на 60 метрів (2020) та в естафеті 4×400 метрів (2018).
Призер чемпіонатів України просто неба.
Рекордсмен України в естафеті 4×100 метрів (2021).

## Основні міжнародні виступи
| Рік  | Змагання                      | Місто   | Місце | Дисципліна | Примітки |
| ---- | ----------------------------- | ------- | ----- | ---------- | -------- |
| 2018 | Чемпіонат Європи серед юнаків | Дьєр    | 3пф   | 200 м      | DQ       |
| 2018 | Чемпіонат світу серед юніорів | Тампере | 1заб5 | 4×100 м    |          |
| 2019 | Чемпіонат Європи серед молоді | Євле    | 3заб7 | 200 м      |          |
| 2019 | 2заб                          | 4×100 м | DQ    |            |          |
| 2019 | Командний чемпіонат Європи    | Бидгощ  | 3     | 4×100 м    |          |